# Липовка (Якшур-Бодьїнський район)
Ли́повка (Битовик; рос. Липовка) — присілок в Якшур-Бодьїнському районі Удмуртії, Росія.

## Урбаноніми[1]
- вулиці — Лісова